# Macho Man (1985)
Macho Man, auch als Harte Fäuste bekannt, ist ein deutscher Film des Regisseurs Alexander Titus Benda aus dem Jahr 1985. Laut Nürnberger Zeitung war es der einzige in Nürnberg gedrehte Actionfilm. Neben Das Nürnberger Bett (1983) ist es der einzige Film von Alexander Titus Benda. Bea Fiedler und Jacqueline Elber sind die einzigen Darsteller des Filmes, die zuvor im Filmgeschäft tätig waren. Für den deutschen und europäischen Boxmeister René Weller war es ebenso wie für den späteren deutschen Kickboxmeister Peter Althof der erste Film. 2017 folgte die Fortsetzung Macho Man 2.

## Handlung
Die Arztsekretärin Sandra Petersen befreit eine Freundin von ihrer Drogensucht und stiehlt damit einer Drogenbande eine gute Kundin. Daher will sich die Bande an Sandra rächen, indem ihr eine Spritze mit Drogen verabreicht werden soll. Doch der Boxweltmeister Dany Wagner rettet Sandra im letzten Moment, indem er die drei Drogendealer verprügelt. Dany bringt die verängstigte Sandra nach Hause und sie vereinbaren ein Date.
Am nächsten Tag sind Dany Wagner und Andreas Arnold, der Besitzer einer Karateschule, zufällig bei einem Banküberfall anwesend. Die zwei Kampfsportler, die sich zu dem Zeitpunkt noch nicht kennen, überwältigen die zwei Bankräuber. Der im Auto wartende Markus, Co-Besitzer der Karateschule, verhindert die Flucht des dritten Komplizen.
Wegen eines kleinen Sportunfalls geht Andreas am gleichen Tag zum Arzt Dr. Fischer, dessen Sekretärin Sandra Petersen ist. Fischer, der auch Ringarzt ist, lädt Andreas nach der Behandlung zu einem Boxkampf von Dany Wagner ein. Ebenfalls eingeladen wird Sandra, die kurz zuvor erfahren hat, dass ihre Freundin an einer Überdosis gestorben ist. Nachdem Dany seinen Weltmeistertitel durch K. o. verteidigt, entdeckt er Sandra im Publikum. Umarmungen zwischen ihr und Andreas wecken die Eifersucht des Boxers.
Einen Tag später kommt Lisa Roth, die am Vortag telefonisch ein Privattraining mit Andreas vereinbart hat, mit ihrer Cessna am Nürnberger Flughafen an und wird von Markus abgeholt. Nach einer kurzen Szene in der Karateschule, in der sie Andreas persönlich kennenlernt, gehen die zwei in eine Disco. Zufällig treffen sie dort Sandra und Dany bei deren Date. Andreas fordert Dany zum Kampf heraus, um herauszufinden, ob Boxen oder Karate der bessere Kampfsport ist. Anschließend ist ein Breakdance-Auftritt von Captain Hollywood zu sehen.
Anschließend werden kurze Erotikszenen der beiden Paare gezeigt. Danach sieht man Andreas und Dany im Training für den gemeinsamen Kampf, der vor Fans beider Sportarten abgehalten wird. Nach kurzer Zeit wird der Kampf unterbrochen und verschoben, um der Drogenbande den Garaus zu machen. Andreas, Dany, Markus sowie anwesende Boxer und Karateka fahren zur Bar der Dealer, und verprügeln dort alle – der Drogenboss kann jedoch entkommen.
Als Lisa und Sandra für einen spontanen Urlaub zu Viert einkaufen, werden sie von den Gangstern entführt. Kinder, die die Entführung beobachtet haben, erzählen den vorbeifahrenden Dany und Andreas davon. Nachdem die beiden herausgefunden haben, wo der Anführer wohnt, verprügeln sie die anwesenden Dealer und befreien die Frauen. Sie informieren danach die Polizei. Das Schlussbild zeigt die zwei Paare vor Lisas Cessna.

## Hintergrund
Macho Man wurde unter Anweisungen von Roger Fritz mit anderen Sprechern nachsynchronisiert. Dabei wurde Weller von Ekkehardt Belle, Althof von Hartmut Neugebauer, Fiedler von Eva Kinsky und Elber von Madeleine Stolze gesprochen.
Der von A. B. Film vertriebene Film wurde am 25. Januar 1985 in deutschen Kinos uraufgeführt. Laut Filmförderungsanstalt sahen den Actionfilm 9.263 Besucher im Kino.
Auf VHS erschien Macho Man bei International Home Video, JOY Home Video sowie Optimum-Video und 2013 als DVD bei Cineclub.
Im Jahr 1991 erwirkte Weller eine Unterlassungsklage gegen die Produktionsfirma des Films Macho Man, die daraufhin alle Sexszenen mit ihm aus dem Film entfernen musste.

## Rezeption
Die Kritiker der Zeitschrift Filmdienst bezeichnen Macho Man als öde „mit wenig origineller Handlung und drastischen Schlägereien“ und raten vom Film ab.
In neueren Kritiken fällt die Bewertung nicht besser aus, es kommt jedoch die Komponente des Trashfilms hinzu. So schreibt dazu Marcus Littwin: „Die Story ist nicht wirklich ausgereift und die Darsteller sind allesamt schlecht. Das ganze ist sogar so schlecht, dass es dem Zuschauer wieder Spaß macht. ‚Macho Man‘ ist zwar eher unbekannt, genießt aber einen gewissen Kultstatus.“ Er sieht den Film als „im Milieu angesiedelter Selbstjustiz-Kampfsportfilm auf schauspielerischem Pornoniveau“.
Der Regisseur Thilo Gosejohann schreibt, Macho Man stelle „heutzutage einen kultisch verehrten Meilenstein des vergeigten Films dar“.
Im Juli 2017 wurde der Film im Rahmen der Tele-5-Reihe Die schlechtesten Filme aller Zeiten gezeigt.

## Fortsetzung
Am 27. September 2017 feierte mit mehr als 31 Jahren Abstand die Fortsetzung Macho Man 2 ihre Premiere im Cinecittà Nürnberg. René Weller, Peter Althoff und Michael Messing verkörpern wieder Dany Wagner, Andreas Arnold und Markus Meisner, die inzwischen das Rentenalter erreicht haben. Als Meisner auf offener Straße von Organhändlern erschossen wird, nehmen Wagner und Arnold die Verfolgung der Täter in die eigene Hand. Regie führte Davide Grisolia.